# Crim real
Crim real (de l'anglès true crime) és un gènere literari i cinematogràfic de no-ficció en què l'autor examina un crim real i detalla les accions de persones reals.
Entre els delictes s'inclouen els assassinats; al voltant del 40% se centra en històries d'assassins en sèrie. I el veritable crim es presenta en moltes formes, com llibres, pel·lícules, pòdcasts i programes de televisió. Moltes de les obres d'aquest gènere expliquen delictes sensacionalistes d'alt perfil, com ara l'assassinat de JonBenét Ramsey, el cas d'assassinat de O. J. Simpson i l'assassinat de Pamela Smart, mentre que d'altres es dediquen a matances més obscures.
Les veritables obres del crim poden afectar els delictes que han cobert i el públic que el consumeix. Sovint es critica que el gènere és insensible a les víctimes i a les seves famílies i és qualificat per alguns de "cultura escombraries".

## Història

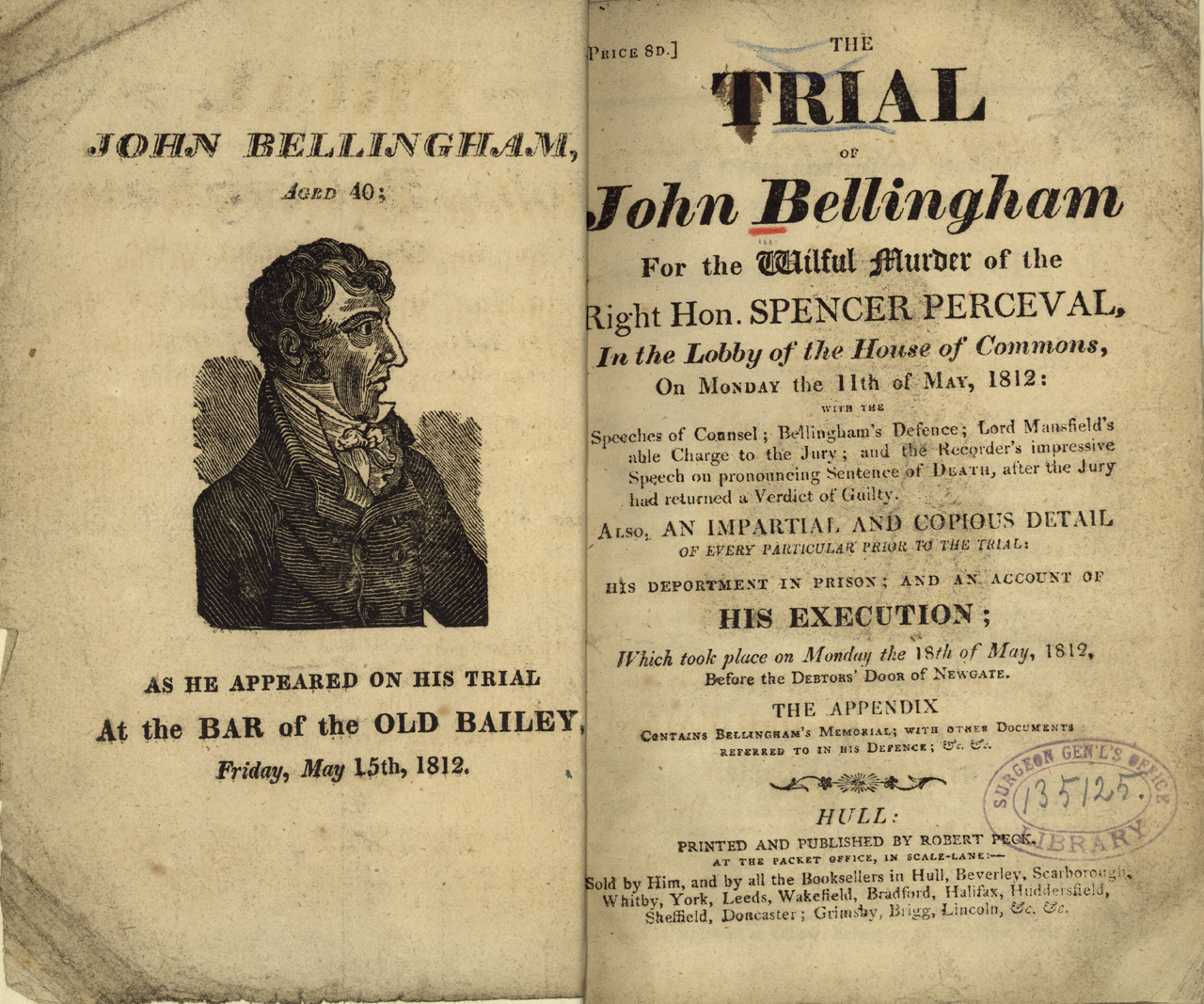
Fullet sobre un assassinat, l'any 1812

El llibre The Book of Swindles escrit per Zhang Yingyu al voltant de 1617, és una col·lecció d'històries de la dinastia Ming tardana sobre casos presumptament reals de frau. Les obres del gènere xinès relacionat amb la ficció de casos (gong'an xiaoshuo), com ara els Casos del magistrat Bao del segle xvi, es van inspirar en esdeveniments històrics o bé purament de ficció.
Centenars de pamflets, fulls volants, plecs de cordill i altra literatura de carrer sobre homicidis i altres delictes van ser publicats entre 1550 i 1700 a la Gran Bretanya a mesura que l'alfabetització va augmentar i els nous mètodes d'impressions barates s'anaven generalitzant. Variaven d'estil: alguns eren sensacionalistes, mentre que d'altres transmetien un missatge moral. La majoria van ser adquirits per la "classe artesana i alta", ja que les classes baixes no tenien diners ni el temps per llegir. També es van crear balades, els versos de les quals es van publicar a les parets dels voltants de les poblacions, explicant des del punt de vista de l'autor com s'intentava comprendre les motivacions psicològiques del crim. Aquests fullets van romandre en circulació al segle xix a la Gran Bretanya i els Estats Units, fins i tot després que el periodisme de crims es generalitzés i s'introduís amb la premsa d'un penic.
Thomas De Quincey va publicar l'assaig "On Murder Considered as One of the Fine Arts" a la revista Blackwood's Magazine el 1827, que no es va centrar tant en l'assassinat o l'assassí, sinó en com la societat considerava el crim.
A partir de 1889, l'advocat escocès William Roughead va escriure i va publicar assaigs durant sis dècades sobre els assassinats britànics destacats als quals va prestar atenció, molts d'aquests assajos serien recollits al llibre Classic Crimes del 2000. Molts consideren Roughead "com el degà del gènere del crim real".
Un pioner nord-americà del gènere va ser Edmund Pearson, que va ser influït per Thomas De Quincey pel seu estil d'escriure sobre el crim. Pearson va publicar una sèrie de llibres d'aquest tipus començant amb Studies in Murder el 1924 i finalitzant amb More Studies in Murder el 1936. Abans de ser recollits en els seus llibres, les veritables històries de crims de Pearson apareixien generalment en revistes com Liberty, The New Yorker i Vanity Fair. La inclusió en aquestes revistes de classe alta distingia les narracions del crim de Pearson de les trobades a la premsa d'un penic.
La novel·la de no-ficció de Truman Capote, A sang freda (1965), se sol acreditar com l'establiment de l'estil novel·lístic modern del gènere i la primera obra que va provocar una gran rendibilitat econòmica.

## Formes

### Llibres
Els llibres de crims reals sovint se centren en fets sensacionalistes, impactants o estranys, especialment assassinats. Tot i que l'assassinat representa menys del 20% del crim denunciat, és present a la majoria de les històries de crim reals. Aquests llibres solen informar sobre un delicte des del començament de la investigació fins al procediment judicial. Els assassins en sèrie han estat un subgènere altament rendible. Una enquesta informal feta per Publishers Weekly el 1993 va concloure que els llibres de crims més populars se centren en els assassins en sèrie, i que amb l'ajuda de contingut com més horrible i grotesc encara funciona millor.
Algunes veritables obres del crim són "llibres instantanis" produïts ràpidament per aprofitar la demanda popular; aquestes han estat descrites com "més que fórmules" i hiperconvencionals. Altres poden reflectir anys d'investigació i investigació reflexives i poden tenir un mèrit literari considerable.
Una de les fites del gènere va ser The Executer's Song (1979) de Norman Mailer, que va ser el primer llibre del gènere en guanyar el premi Pulitzer.
Altres relats destacats sobre crims reals A sang freda Truman Capote; el llibre més venut sobre el crim de tots els temps sobre Helter Skelter, del fiscal principal de la família Manson, Vincent Bugliosi i Curt Gentry; i Ann Rule, The Stranger Beside Me, sobre Ted Bundy. Un exemple d'un llibre de veritable delicte modern és I'll Be Gone in the Dark de Michelle McNamara.
El 2006, Associated Content va afirmar que, des del començament del segle xxi, el gènere d'escriptura que creixia amb més rapidesa era el de crim real. Bona part d'això es deu a la facilitat de reciclar materials i a la publicació de nombrosos volums per part dels mateixos autors, que difereixen només de petites actualitzacions. A més, la majoria dels lectors de llibres sobre crims reals són dones.

### Pel·lícules i televisió
Els documentals sobre crims reals han estat un mitjà en creixement en les últimes dècades. Un dels documentals més influents en aquest procés va ser The Thin Blue Line, dirigit per Errol Morris. Aquest documental, entre d'altres, inclou recreacions, tot i que altres realitzadors documentals opten per no usar-los perquè no mostren la veritat. Altres documentals destacats serien Paradise Lost: The Child Murders a Robin Hood Hills, Making a Murderer, The Jinx i The Keepers .
A principis dels anys noranta, va començar a Hong Kong un boom de pel·lícules de crims reals. Aquestes pel·lícules van anar des de pel·lícules gràfiques de categoria III com The Untold Story i Dr. Lamb (basades en els assassins en sèrie Wong Chi Hang i Lam Kor-wan, respectivament) fins a produccions pel públic més general com la pel·lícula Crime Story (basada en el segrest de l'empresari Teddy Wang Tei-huei), que va protagonitzar l'estrella d'acció Jackie Chan.

### Pòdcasts
Els pòdcasts amb temàtica de crim real són una tendència recent. El pòdcast de crims reals Serial iniciat el 2014, va trencar tots els registres fins llavors, assolint la xifra de 5 milions de descàrregues a iTunes més ràpid que qualsevol pòdcast anterior. El setembre de 2018, ja s'havia descarregat més de 340 milions de vegades. L'èxit ha estat seguit per altres pòdcasts de crims reals com Dirty John, My Favorite Murder, Up and Vanished, sèries de Parcast com Cults, Female Criminals i Mind's Eye, Someone Knows Something i molts altres.
S'ha especulat que la por podria tenir un paper en la popularitat dels pòdcasts de delinqüència real. Aquests pòdcasts sovint expliquen crims horribles, que desencadenen la resposta a la por i l'alliberament d'adrenalina al cos. A causa de la possibilitat de fer maratons de pòdcasts, es poden experimentar pressions d'adrenalina en ràfegues ràpides. Una altra explicació de la popularitat dels pòdcasts de croms reals es deu a la naturalesa en sèrie del crim real, en què succeeixen els esdeveniments un darrere l'altre. Els pòdcasts que explorin un crim episòdicament poden utilitzar aquest aspecte en la seva història.

## Efectes
El procés d'investigació del veritable gènere del crim pot provocar canvis en els casos seguits, com quan Robert Durst, aparentment, va confessar assassinar al documental The Jinx i va ser arrestat.
Un estudi realitzat el 2011, a Nebraska, va demostrar que consumir espectacles de criminalitat de no-ficció (també coneguts com a True Crime) està relacionat amb un temor augmentat de ser víctima de delicte. A mesura que augmentava la freqüència de veure els delictes reals, augmentava el suport a la pena de mort, mentre que el suport al sistema de justícia penal disminuïa.
A Austràlia, la quantitat d'informes publicats a la xarxa d'informació de delictes per Crime Stoppers Australia va provocar un augment en les acusacions que arribaren a duplicar-se de l'any 2012 al 2017. Aquest interès augmentat per la delinqüència s'atribueix als pòdcasts populars sobre crims reals.
La sèrie de Netflix Making A Murderer ha tingut diversos efectes de la vida real, que van des de la sèrie utilitzada en escoles de dret com a material d'instrucció fins a una major desconfiança en els investigadors criminals.

## Crítiques
S'ha criticat que el veritable gènere del crim pugui menysprear les víctimes del crim i les seves famílies. L'autor Jack Miles creu que aquest gènere té un gran potencial per causar danys i traumes mentals a les persones reals implicades. Els mitjans que difonen crims reals poden fer-ho sense el consentiment de la família de la víctima, cosa que pot provocar que es tornin a traumatitzar. Els debats recents sobre el consum de continguts que parlin de crims reals també s'han centrat en l'impacte sobre la salut mental de l'audiència.
Depenent de l'escriptor, el crim real pot adherir-se estrictament a fets ben establerts de manera periodística o pot ser altament especulatiu. Els redactors poden triar de manera selectiva quina informació presentar i quina deixar fora per donar suport a la seva narració. L'autora Christiana Gregoriou va analitzar diversos llibres del gènere i va concloure que la tabloidització i la ficcionalització són generals en les obres d'alguns dels autors de literatura sobre crims. En alguns casos, fins i tot els llibres del mateix autor no estan d'acord amb detalls sobre el mateix assassí o esdeveniments. Per exemple, alguns fets relatats a Sang Freda de Capote van ser impugnats l'any 2013. El segon intent de Capote amb un llibre de crims reals, Handcarved Coffins (1979), tot i ser subtitulat com a "No-ficció d'una Narració d'un Crim Americà", es va destacar també per contenir elements de ficció significatius.

## Psicologia i atracció
El crim real s'ha convertit en el segon gènere preferit dels espectadors, darrere la comèdia. Un gènere on es reviuen fets traumàtics des d'entorns segurs. Aquesta atracció pel crim real pot ser explicat per diverses raons psicològiques a causa de les respostes emocionals de l’espectador en veure o sentir aquest gènere.
Tot i ser un gènere fosc i inquietant, hi ha alguna cosa que agrada, com el tancament i la comprensió de les situacions. El nostre cervell necessita saber que el que veiem s'acabarà i arribaran a una solució, i això és el que caracteritza al crim real. Les històries que veiem majoritàriament són crims on ja han trobat al culpable, i que, per tant, té un inici i un final. Psicològicament, ens sentim atrets per trames amb “tancaments ordenats” en un temps limitat que fa que pensem que controlem la situació. A part, ens agrada culpar a la víctima per obviar el pensament que el que estem veient ens pot passar a nosaltres. Aquesta és la teoria del món just, on busquem maneres de culpabilitzar a la víctima per protegir-nos psicològicament i sentir-nos més segurs. El fet de pensar que la víctima ho ha fet tot bé fa la sensació de terror, perquè llavors pensem també ens podria passar a nosaltres.
A vegades, la raó d’aquesta atracció és degut a l’instint de supervivència o la curiositat per la violència. Majoritàriament, les dones són les més properes a consumir aquest tipus de contingut. Això és per una raó de supervivència, ja que solen sentir-se més vulnerables en ser atacades, i utilitzen aquest gènere per anticipar escenaris amenaçadors i poder sobreviure. D’altra banda, el crim real agrada per la curiositat de: què pensa l’assassí? Aquest comportament inusual ens desperta curiositat per entendre per què actua d’aquesta manera, i això fascina a l’espectador.
Finalment, trobem un atractiu en la negativitat. El biaix de negativitat, és aquell que mostra més atenció a la informació negativa que a la positiva, per tant, això augmenta l'interès pel crim real. Però malgrat tenir els seus encants, tot té els seus punts negatius, ja que consumir sovint aquest gènere pot afectar la salut mental. Segons Huffington Post, l’obsessió als programes de crims reals li va provocar malsons i episodis d’ansietat.